# Normanbya normanbyi
Normanbya normanbyi , es una especie de palmera de la familia Arecaceae. Es la 'unia especie  del género monot'ipico Normanbya. 

## Descripción
Normanbya puede ser reconocido por los foliolos irregularmente dispuestos, longitudinalmente divididos con 7-9 segmentos. Wodyetia tiene una hoja similar pero con foliolos dispuestos regularmente dividido en más (11-17) segmentos. En Normanbya, los foliolos también tienen lana blanca en el envés, el endocarpio exterior tiene unas pocas fibras finas en lugar de muchas fibras grandes y el endospermo es rumiar en lugar de homogéneo. Estructuralmente, las hojas se vuelven plumosas por la división longitudinal de una sola hoja. Esta división de foliolos es inusual en las palmas, que se producen en otros lugares sólo en ciertos géneros de la familia Iriarteeae. 

## Distribución y hábitat
Se encuentra únicamente en Queensland, Australia. Está tratado en peligro de extinción por la pérdida de hábitat.

## Taxonomía
Normanbya normanbyi fue descrito por (A.W.Hill) L.H.Bailey y publicado en Gentes Herbarum; Occasional Papers on the Kinds of Plants 2: 188. 1930.
Etimología
Normanbya: nombre genérico otorgado en honor de Sir George Augustus Constantine Phipps, segundo marqués de Normanby (1819–1890).
normanbyi: epíteto otorgado en honor de Sir George Augustus Constantine Phipps, segundo marqués de Normanby (1819–1890).
Sinonimia
- Areca normanbyi (W.Hill) F.Muell. (1874).
- Cocos normanbyi W.Hill (1874).
- Ptychosperma normanbyi (W.Hill) F.Muell. (1880).
- Drymophloeus normanbyi (W.Hill) Benth. & Hook.f. ex Becc. (1885).
- Normanbya muelleri Becc. (1885).
- Saguaster normanbyi (W.Hill) Kuntze (1891).[4]